# Vattusaari (ö i Södra Savolax, S:t Michel, lat 61,68, long 27,03)
Vattusaari är en ö i Finland. Den ligger i sjön Puula och i kommunen Sankt Michel i den ekonomiska regionen  S:t Michel och landskapet Södra Savolax, i den södra delen av landet, 200 km nordost om huvudstaden Helsingfors. Öns area är 3,7 hektar och dess största längd är 410 meter i nord-sydlig riktning.